# Nicéforo Tarcaniota
Nicéforo Tarcaniota (en griego: Νικηφόρος Ταρχανειώτης) fue un aristócrata y general bizantino del siglo XIII.

## Biografía
Nicéforo Tarcaniota era descendiente de la familia Tarcaniota, miembros prominentes de la aristocracia militar bizantina desde finales del siglo X.  Nicéforo aparece por primera vez durante el reinado de Juan III Vatatzés (r. 1221-1254), quien lo nombró su epi tes trapezes y en 1237 le dio el mando de la recién conquistada y estratégicamente importante fortaleza de Tzouroulos en Tracia. Desde este puesto, Tarcaniota defendió con éxito la fortaleza contra un asalto conjunto latino-búlgaro ese mismo año. Tarcaniota más tarde acompañó al emperador en su campaña (en 1241) que tomó la ciudad de Tesalónica. Considerado, según Jorge Acropolita, un general hábil, en 1252 fue nombrado megadoméstico interino del ejército, sucediendo a su difunto suegro Andrónico Paleólogo. En este cargo, participó en la última campaña de Vatatzés, entre 1252 y 1253, contra el Despotado de Epiro.
Tarcaniota permaneció como megadoméstico interino durante la primera parte del reinado de Teodoro II Láscaris (r. 1254-1258), cuando el puesto fue otorgado a los favoritos del nuevo emperador, los hermanos Muzalón, Andrónico y Jorge. Al estar emparentado con los Paleólogo por matrimonio, apoyó el ascenso al trono de su cuñado Miguel VIII Paleólogo (r. 1259-1282). Fue recompensado con la restauración del rango de megadoméstico (hacia 1260), mientras que sus hijos también recibieron altos cargos estatales. Dado que su segunda esposa se convirtió en monja hacia 1266, es posible que falleciera antes de esa fecha.

## Familia
Tarcaniota se casó dos veces, primero con una hija del protostrator Andrónico Ducas Apreno, y segundo con María Marta Paleólogo, la hermana mayor de Miguel VIII Paleólogo.
De su segundo matrimonio tuvo cuatro hijos:
- Teodora Tarcaniota, quien se casó con Basilio Cabalario y posteriormente con el megaestratopedarca Baladionita. Posteriormente se convirtió en monja con el nombre de Teodosia.
- Miguel Tarcaniota, protovestiario y general notable. Obtuvo una importante victoria contra los angevinos en el sitio de Berat (1280-1281) y falleció en 1283/1284 a causa de una enfermedad durante una campaña.[9]
- Andrónico Tarcaniota, megaconstaulo y gobernador de Adrianópolis. Se unió a su suegro Juan I Ducas de Tesalia.[10]
- Juan Tarcaniota, general en Asia Menor contra los turcos.[11]